# 云南荸荠
云南荸荠（学名：Heleocharis yunnanensis）是莎草科荸荠属的植物，为中国的特有植物。分布在中国大陆的云南等地，生长于海拔1,800米至3,275米的地区，常生于山谷中溪边，目前尚未由人工引种栽培。